# HD 39970
HD 39970，又名BD+24 1033，SAO 77750、HR 2074，是一颗恒星，视星等为6.02，位于銀經185.32，銀緯-0.22，其B1900.0坐标为赤經5h 50m 48.6s，赤緯+24° -0.22′ 6″。